# アレーナ・パンタナール
アレーナ・パンタナール（ポルトガル語: Arena Pantanal）は、ブラジルのマットグロッソ州クイアバにあるスタジアムである。エスタジオ・ゴヴェルナドール・ジョゼ・フラジェリ（通称ヴェルダン）を取り壊し、建て替えた。

## 概要
竣工から7カ月余りで閉鎖され修復工事が行われたが2015年11月21日、アメリカンフットボールの試合が開催された。

## FIFAワールドカップ2014
| 日時          | 時間(UTC-4) | チーム#1     | 結果 | チーム#2                 | ラウンド | 観衆   |
| ------------- | ----------- | ------------ | ---- | ------------------------ | -------- | ------ |
| 2014年6月13日 | 18:00       | チリ         | 3–1  | オーストラリア           | Group B  | 40,275 |
| 2014年6月17日 | 18:00       | ロシア       | 1–1  | 韓国                     | Group H  | 37,603 |
| 2014年6月21日 | 18:00       | ナイジェリア | 1–0  | ボスニア・ヘルツェゴビナ | Group F  | 40,499 |
| 2014年6月24日 | 16:00       | 日本         | 1–4  | コロンビア               | Group C  | 40,340 |